# Brian MacMahon
Brian MacMahon (* 23. August 1923 in Sheffield, England; † 5. Dezember 2007 in Boston, Massachusetts) war ein britisch-US-amerikanischer Epidemiologe. Er ist vor allem für seine Arbeiten zu den hormonellen und reproduktiven Risikofaktoren für Brustkrebs bekannt. Sein mit Tom Pugh und Johannes Ipsen veröffentlichtes Werk Epidemiologic Methods (fortentwickelt als Epidemiology: Principles and Methods) galt als erstes Lehrbuch einer modernen Epidemiologie und mehrere Jahrzehnte lang als Standardwerk in den Vereinigten Staaten.
MacMahon erwarb an der University of Birmingham 1948 einen Bachelor of Medicine, Bachelor of Surgery (MB ChB, Abschluss des Medizinstudiums) und ebendort einen M.D. (1955), einen Ph.D. in Sozialmedizin und 1953 an der Harvard School of Public Health einen Master in Epidemiologie. Ab 1955 hatte er eine Professur für Umweltmedizin und Gesundheitswesen (Community Health) an der State University of New York inne, bevor er 1958 an die Harvard School of Public Health wechselte. 1962 nahm MacMahon die US-amerikanische Staatsbürgerschaft an. 1988 wurde er in Harvard emeritiert, blieb aber wissenschaftlich aktiv. Sein Nachfolger in Harvard wurde sein Schüler Dimitrios Trichopoulos.
MacMahon war führender Autor einer großangelegten internationalen Studie, mit der ein Zusammenhang zwischen Brustkrebs und dem Alter der Frau bei ihrer ersten Entbindung nachgewiesen werden konnte. Außerdem konnte er Umwelteinflüsse als Risikofaktoren für Pylorusstenose identifizieren. Weitere Arbeiten befassten sich mit den Zusammenhängen zwischen Ernährung und Krebs oder zwischen Passivrauchen und Lungenkrebs. Eine Aufsehen erregende Arbeit, die einen Zusammenhang zwischen Kaffeekonsum und Bauchspeicheldrüsenkrebs zu zeigen schien, konnte dagegen später nicht bestätigt werden.
MacMahon war seit 1973 Mitglied des Institute of Medicine, 1992 erhielt er den Charles S. Mott Prize. Er hielt Ehrendoktorate der Universität Athen (1974), der State University of New York at Buffalo (1986) und der University of Birmingham (1997).
MacMahon war verheiratet, seine Frau Heidi starb 2001. Das Paar hatte vier Kinder. Brian MacMahon starb am 5. Dezember 2007 in Boston an den Folgen eines Schlaganfalls.